# Лемасс, Шон
Шон Фрэнсис Лемасс (ирл. Seán Francis Lemass; 18 июля 1899, Дублин, Соединённое королевство Великобритании и Ирландии — 11 мая 1971, Дублин, Ирландия) — ирландский государственный деятель, премьер-министр (1959—1966).

## Биография
При рождении был назван Джоном, однако в 1916 году изменил имя на ирландское Шон. Окончил школу О’Коннелл.
В ранней юности стал участником движения за независимость Ирландии, в 1915 г. вступил в ряды ирландских добровольцев. В 1916 году он принимал активное участие в Пасхальном восстании и был арестован. Однако вследствие молодого возраста вскоре был освобожден.
Затем присоединился к ИРА, входил в 3-й батальон Дублинского полка. Во время Войны за независимость Ирландии входил в состав дублинской бригады ИРА во главе с Майклом Коллинзом. В 1921 г. Лемасс был вновь арестован и интернирован до 1923 г.
В следующем году он вступил в Шинн Фейн, однако в 1926 г. покинул её ряды и был одним из активистов, помогавшим Имону де Валера в создании Фианна Файл. Выступал против раздела Ирландии, но занимал более прагматичную точку зрения, чем многие из непримиримых республиканцев, которые видели в отделении Северной Ирландии проявление предательства. В партии занимал скорее левоцентристские позиции.
После победы в 1932 г. Фианна файл на всеобщих выборах вошел в правительство.
- 1932—1939 гг. — министр промышленности и торговли. На этом посту решал задачи по развитию ирландской промышленности в условиях установления новых тарифных барьеров и стремился к участию государства в поддержке индустриального производства,
- 1939—1945 гг. — министр снабжения, на этом посту его основной задачей было обеспечение самодостаточности внутренних ресурсов в условиях начавшейся Второй мировой войны; в 1941 г. по его инициативе было создано ирландское пароходство, чтобы сохранить поставки в Ирландию жизненно важных товаров,
- 1941—1948 гг. — министр промышленности и торговли. Несмотря на получение $ 100 млн по Плану Маршалла, ситуация в послевоенной экономике оставалась тяжёлой, что усугублялось серьезной миграцией трудоспособного населения в Великобританию и конфликтом с ИРА. В итоге после выборов 1948 г. Фианна файл потеряла власть.
- 1951—1954 и 1957—1959 гг. — заместитель премьер-министра, министр промышленности и торговли. И если в начале 1950-х гг. премьер де Валера и министр финансов не поддержали его предложения по модернизации экономической политики, то в 1958 г. была запущена первая программа по экономическому развитию.

## Во главе правительства
В 1959—1966 гг. — премьер-министр Ирландии. В этот период произошло кадровое обновление кабинета, к 1965 г. в его составе остался лишь один министр времен де Валеры.

### Экономическая политика
Философию своей экономической политики он сформулировал словами «Прилив поднимает все лодки», подразумевая, что от подъёма ирландской экономики выиграют как богатые, так и самые бедные. Была принята государственная программа экономического развития, провозглашавшая отход от протекционистской политики, проводившейся с 1930-х гг., введение налоговых льгот и субсидий для иностранных компаний, желающим инвестировать в Ирландии. Программа также предусматривала 220 миллионов британских фунтов в качестве государственных инвестиций в рамках комплексной системы национального развития. Эти инициативы наряду с улучшением торговой конъюнктуры вызвали поддержку в обществе, которая, впрочем, снизилась после введения в 1963 г. нового налога с оборота в размере 2,5 %. Однако в 1964 г. обнародования результатов экономических реформ вновь подняли рейтинг кабинета: безработица упала на треть; эмиграция значительно уменьшилась, впервые произошло общее увеличение населения страны. Единственным сектором, в котором не наблюдалось позитивных перемен оставалось сельское хозяйство. В целом в 1960-е гг. темпы роста валового внутреннего продукта Ирландии удвоились.
Правительственная программа открыла дорогу к свободной торговле. В 1960 г. Ирландия подписали Генеральное соглашение по тарифам и торговле (ГАТТ), всемирное соглашение по сокращению тарифов. Следующим шагом должно было стать вступление страны в ЕЭС. В июле 1961 г., после визита в Великобританию, премьер-министр Лемасс заявил, что зависимость Ирландии от английского рынка не оставляет иного выхода, кроме как начать консультации по вопросу о членстве в ЕЭС. Однако первоначальная поддержка постепенно сменилось серьезной оппозицией.
В мае 1962 г. на проходившей в Дублине конференции Лейбористской партии лишь с большим трудом её лидеры У. Нортон и Б. Кориш сумели провести резолюцию, одобрявшую курс на вступление в ЕЭС. Однако, несмотря на ширившиеся протесты и выступления, кабинет министров шел к заданной цели. Однако в январе 1963 г. президент Франции де Голль потребовал отсрочить прием Англии в ЕЭС. Это привело к отсрочке приема в ЕЭС и Ирландии.
В 1963 г. было объявлено о начале Второй Программы, в которой ставились ещё более амбициозные цели. В частности, ставились задачи по удвоению расходов на образование, достижением высоких результатов в молочной промышленности и т. п.
Вторая программа была прекращена в 1967 г. после отставки премьера и её задачи оказались далекими от достижения.

### Социальные изменения
В результате экономической экспансии произошел рост индустриализации и урбанизации. Увеличение благосостояния также привело к отходу от замкнутости и консерватизма в ирландской жизни. После создания в 1961 г. государственной телевизионной службы Telefís Éireann началась массовая трансляция зарубежных программ и фильмов.
В 1965 г. был опубликован новый доклад под названием «Инвестиции в образование», который показал безрадостную картину в системе образования страны. Премьер начал реформы, которые впоследствии привели к интонационным изменениям после назначения министром в 1966 г. Донога О’Мэлли, хотя на начальном этапе изменения были умеренными.

### Северо-ирландская проблема
Став премьер-министром, Лемасс кардинально изменил позицию кабинета по северо-ирландскому вопросу. Он уменьшил националистическую и антиразделительную риторику, признав, что разделение Ирландии вряд ли закончится в обозримом будущем. 14 января 1965 г. в тайне от членов своего кабинета и СМИ ирландский премьер побывал в Белфасте, несмотря на неоднозначную реакцию в обществе, это был явный знак того, что «ирландская холодная война» закончилась. В феврале в Дублине прошли переговоры с главой кабинета Ольстера Теренсом О’Нилом по налаживанию взаимодействия с Северной Ирландией в экономической сфере.
В ноябре 1966 г., после празднования 50-летнего юбилея Пасхального восстания, политик объявил о своей отставке с поста премьер-министра и лидера Фианна Файл.